# Дефлегмация
Дефлегмация (от лат. de- — приставка, выражающая отделение, устранение и др.-греч. φλέγμα — мокрота, влага) — частичная конденсация смесей различных паров и газов с целью обогащения их низкокипящими компонентами. Дефлегмация основана на преимущественной конденсации высококипящих компонентов при их охлаждении. Дефлегмация представляет собой разновидность противоточной фракционированной конденсации. Дефлегмацией пользуются как промежуточной стадией при разделении газовых смесей, а также в процессах дистилляции и ректификации. Самостоятельно дефлегмацию применяют при разделении газовых смесей дефлегматором, компоненты которых значительно различаются по температуре конденсации. 